# کروتیم
کروتیم (انگلیسی: Croteam) شرکت بازی ویدئویی کروات است، که در سال ۱۹۹۲ تأسیس شد.